# 25 pluviôse
25 nivôse 25 ventôse
Le quintidi 25 pluviôse, officiellement dénommé jour du lièvre, est le 145e jour de l'année du calendrier républicain.
C'était généralement le 13e jour du mois de février dans le calendrier grégorien.